# Distretto di Pachamarca
Il distretto di Pachamarca è uno degli undici distretti della  provincia di Churcampa, in Perù. Si trova nella regione di Huancavelica.